# Nha Hố
Nha Hố là một địa danh nằm ở khu vực hạ lưu Sông Cái Phan Rang, trên địa bàn xã Nhơn Sơn, huyện Ninh Sơn, tỉnh Ninh Thuận. Nơi đây được biết đến với các trại thực nghiệm nông nghiệp, nghiên cứu gây giống, phát triển, bảo tồn các loại giống cây trồng - vật nuôi phù hợp với khí hậu bản địa, trong đó tiêu biểu là các giống cây nho, đặc sản của tỉnh Ninh Thuận.

## Địa lý
Nha Hố nằm lệch về phía Tây xã Nhơn Sơn, cách trung tâm thành phố Phan Rang – Tháp Chàm 14 km về phía tây bắc, là một khu vực đồng bằng có ba mặt phía đông, phía tây và phía bắc giáp núi, còn phía nam giáp sông Cái Phan Rang. Địa hình đồng bằng tương đối bằng phẳng, với hướng nghiêng Bắc, Tây Bắc xuống phía Đông và Đông Nam.
Nha Hố nằm trong vùng tương đối khô hạn. Khí hậu Nha Hố là khí hậu nhiệt đới điển hình, nhiều gió, nhiều nắng, ít bão, không có sương muối. Biên độ nhiệt độ trung bình ngày nhiều năm dao động từ 11,0 - 14,9 °C, trong đó thấp nhất xảy ra vào tháng 12 với 5,7 °C, cao nhất vào tháng 8 với 20,4 °C. Do nằm trong khu vực nội chí tuyến, với nguồn bức xạ mặt trời dồi dào, nên tổng nhiệt hàng năm tại Nha Hố cũng như các vùng khác tại Ninh Thuận tương đối cao, dao động từ 9.774 - 10.180 °C. Nhiệt độ trung bình tăng dần từ tháng 01 và đạt cực đại lên tới 29,1 °C vào tháng 5, 6, sau đó giảm chậm vào tháng 7, 8. Tháng 9, nhiệt độ bắt đầu giảm nhanh và đạt cực tiểu vào tháng 01 với giá trị 24,6 °C. Mặc dù chỉ cách Phan Rang khoảng 10 km, nền nhiệt độ tối cao trung bình tháng tại Nha Hố luôn cao hơn khoảng 0,1 - 1,3 °C so với Phan Rang và cũng hình thành biến trình hai cực đại, hai cực tiểu. Cực đại đạt 37,7 °C xuất hiện vào tháng 5, 6, 8. Cực tiểu thứ nhất xảy ra vào tháng 7 đạt 37,6 °C và cực tiểu thứ hai xảy vào tháng 12 đạt 32,1 °C. Nhiệt độ tối thấp trung bình năm tại đây cũng như các vùng khác tại Ninh Thuận, dao động từ 19,0 - 21,8 °C. Độ ẩm tương đối trung bình hàng năm tại Nha Hố thường đạt từ 75 đến 80,7%, cao hơn so với Phan Rang 1% và các tháng trong năm đều cao hơn 1 đến 3%. Số ngày xuất hiện gió Tây khô nóng mạnh chiếm 11,2 - 25,6 % tổng số ngày có gió tây khô nóng, trung bình 1,7 ngày/năm.
Mặc dù có đặc điểm khí hậu khô, nhưng nhờ có hệ thống kênh thủy lợi dẫn nước từ đập Nha Trinh, được bổ sung nước từ hồ Đơn Dương dẫn qua sông Pha, vùng đất hạ lưu sông Cái Phan Rang nói chung và Nha Hố nói riêng vốn khô cằn dần trở thành các vùng đồng bằng trù phú, màu mỡ.
Quốc lộ 27 là tuyến giao thông chính trên địa bàn khu vực. Trước đây Nha Hố còn có tuyến đường sắt Phan Rang – Đà Lạt đi qua.